# Nangerang (Cirinten)
Nangerang is een bestuurslaag in het regentschap Lebak van de provincie Banten, Indonesië. Nangerang telt 2685 inwoners (volkstelling 2010).